# Beta (motorfiets)

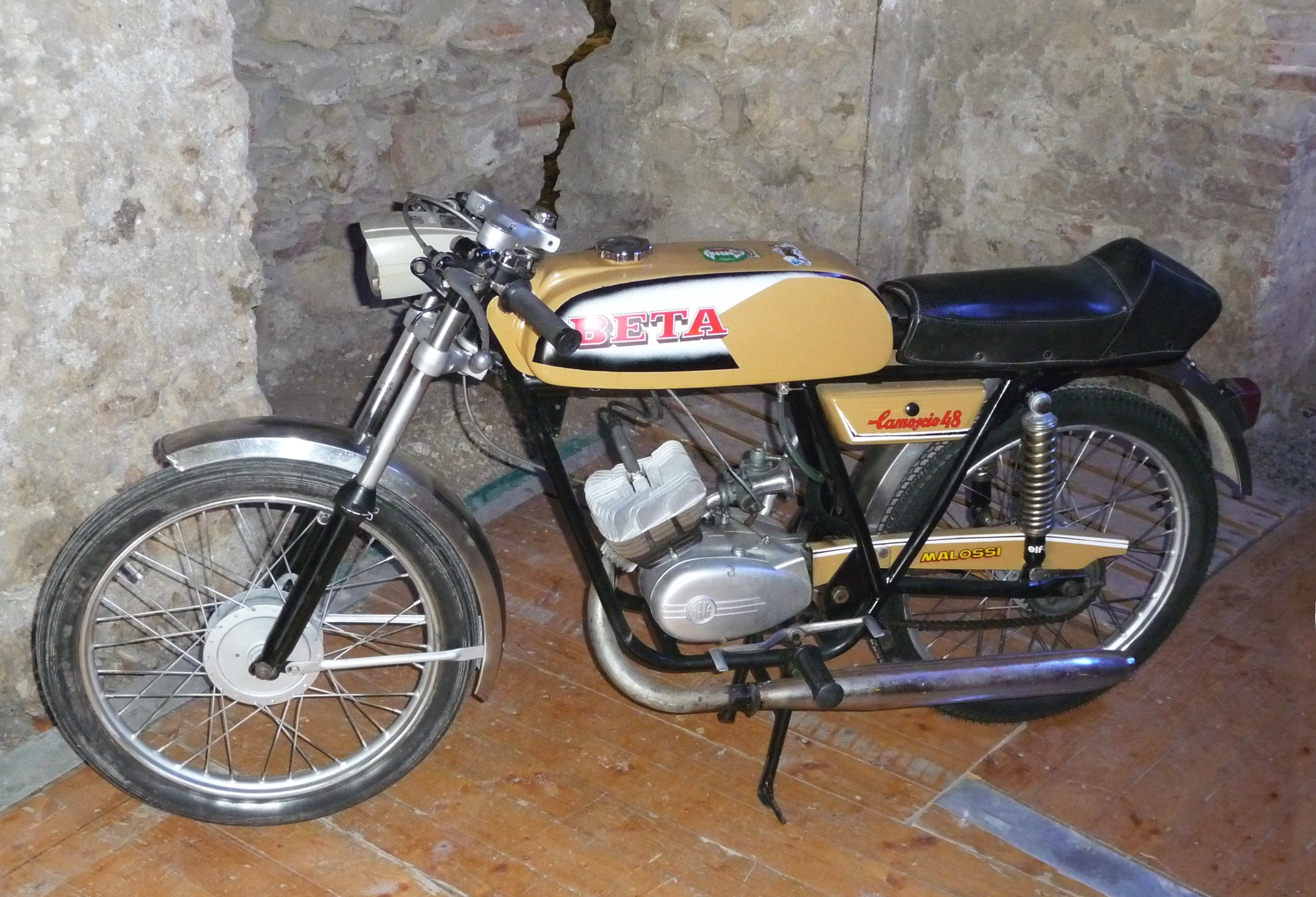
Beta Camoscio 48

Beta is een Italiaans merk van bromfietsen, scooters en lichte motorfietsen.
De bedrijfsnaam is: S.p.A. Giuseppe Bianchi, later Betamotor S.a.S., Betamotor S.a.S. Ing. Giuseppe Bianchi & Co. en S.I.M Beta S.p.A. Società Italiana Motocicli, Firenze (1948-).
Italiaans merk dat in 1904 werd opgericht als fietsenfabriek en zich in 1948 op de bromfietsenmarkt begaf. Later kwamen er ook motorfietsen van 125 en 175 cc. Men gebruikte motorblokken van Franco Morini. Later ging Beta pas eigen motorblokken maken.
In de jaren vijftig begon men ook cross- en enduromotoren te bouwen, die in de VS als Premier verkocht werden.
In 1960 kwam er samenwerking met de firma Ancilotti, waarna er motorfietsen onder de naam Beta-Ancilotti verkocht werden. De motorblokken kwamen van Beta.
In de jaren tachtig kwamen er trialmachines. Deze markt was veel kleiner en Beta werd al snel een van de topmerken. Ook scooters worden er veel geproduceerd en in januari 1999 presenteerde het merk twee prototypes van 125 en 350 cc met een Suzukiblok.